# Wenigkemnathen
Wenigkemnathen ist ein Gemeindeteil des Marktes Breitenbrunn im bayerischen Landkreis Neumarkt in der Oberpfalz.

## Geographie
Die Einöde liegt auf freier Flur, 2,5 Kilometer nördlich des Gemeindesitzes im Oberpfälzer Jura auf der Jurahochfläche. Etwas nordwestlich schließt sich das Waldgebiet Langenrieder Holz an.
Man erreicht Wenigkemnathen vom Gemeindesitz her über eine Abzweigung von der Staatsstraße 2234. Diese Gemeindeverbindungsstraße führt weiter nach Rasch. Hier kreuzt sie die Kreisstraße NM 2.

## Geschichte
1516 ist Wenigkemnathen („Wenigkemnat“ im Sinne von „Klein-Kemnat“) mit einem Untertanen in einem Abgabenverzeichnis der zu diesem Zeitpunkt den Wildensteinern gehörenden Herrschaft Breitenegg verzeichnet. Innerhalb dieser Herrschaft gehörte die Einöde zur Gemeinde Kemnathen. Nach mehreren Besitzwechseln ging die Herrschaft Breitenegg 1792 an Kurfürst Karl Theodor über.
Im Königreich Bayern (1806) wurde Kemnathen und damit auch die Einöde Wenigkemnathen, bewohnt vom Bauern Weismann/Weißmann, zunächst ein Steuerdistrikt und mit dem Gemeindeedikt von 1818 eine Ruralgemeinde.
Mit der Gebietsreform in Bayern wurde die Gemeinde Kemnathen mit ihren Gemeindeteilen zum 1. Januar 1978 in den Markt Breitenbrunn im Landkreis Neumarkt eingegliedert.
Um 1860 gehörte der Hof Sebastian Weißmann. 1871 verzeichnete Bayern für Wenigkemnathen 10 Einwohner, 5 Gebäude, an Großvieh 2 Pferde und 11 Stück Rindvieh. 1900 lebten hier 8 Einwohner; es gab nur ein Wohngebäude. 1937 wohnten in der Einöde, deren Hof zu dieser Zeit nach der Besitzerfamilie auch als „Schusterhof“ bezeichnet wurde, 12 Katholiken und 5 Protestanten. 1987 betrug die Zahl der Bewohner nur noch 3 in dem einzigen Wohngebäude.

## Kirchliche Verhältnisse
Wenigkemnathen gehört seit jeher zur katholischen Pfarrei Breitenbrunn.